# Nikifor Maruszeczko

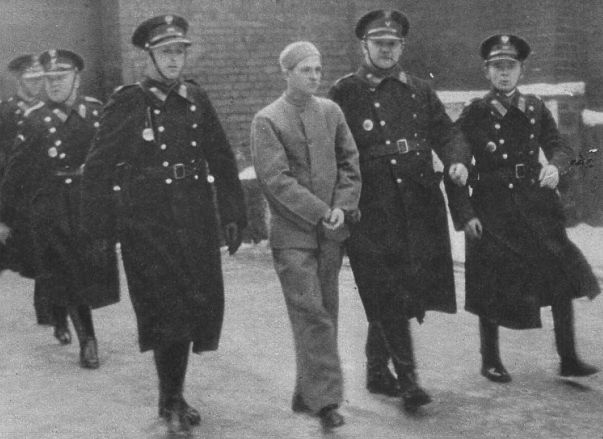
Maruszeczko eskortowany przez policjantów, w drodze do sali sądowej, 1938

Nikifor Maruszeczko (ur. 15 marca 1913 w Korzenicy,  zm. 8 sierpnia 1938) – polski przestępca, seryjny morderca działający w okresie międzywojennym.

## Życiorys
Urodził się na Podkarpaciu; ojca nigdy nie poznał, był wychowywany przez matkę-alkoholiczkę. Jako dziecko wędrował po okolicznych wsiach z kapelą podwórkową, lecz szybko wszedł na drogę przestępstwa. Po raz pierwszy został aresztowany za kradzież portfela w wieku 14 lat, za co trafił do domu poprawczego.
Na początku lat 30. XX wieku wyjechał na Górny Śląsk, gdzie szybko zyskał sławę brutalnego i bezwzględnego przestępcy. Dokonał kilku morderstw, głównie na tle rabunkowym. Trafił na listę najbardziej poszukiwanych osób w kraju, lecz kilkakrotnie uchodził obławom policyjnym. Ukrywał się m.in. w Berlinie, gdzie kontynuował przestępczą działalność.
Znany ze skłonności do nadużywania alkoholu. Wielokrotnie dokonywał przestępstw w stanie nietrzeźwym. Nałóg alkoholowy przyczynił się do  końca jego działalności. 8 stycznia 1938 roku Maruszeczko wszczął awanturę w restauracji Hotelu „Pod Orłem” w Białej Krakowskiej. Rozpoznany przez klientów (w gazetach drukowano jego portrety pamięciowe) próbował ucieczki, lecz został schwytany i oddany w ręce policjantów.
Od października do grudnia 1937 roku zamordował cztery osoby, w tym dwóch policjantów. W trakcie procesu był sądzony tylko za zabicie jednego policjanta i ciężkie zranienie innego. 24 lutego 1938 roku został skazany na karę śmierci przez powieszenie. Wyrok wykonano 8 sierpnia 1938 roku.

## Ofiary
| Lp. | Ofiara            | Data                 | Miejsce  |
| --- | ----------------- | -------------------- | -------- |
| 1.  | Jerzy Rother      | 23 października 1937 | Katowice |
| 2.  | Władysław Junk    | 5 listopada 1937     | Kraków   |
| 3.  | Wiktoria Gałuszko | 5 grudnia 1937       | Katowice |
| 4.  | Henryk Bąk        | 16 grudnia 1937      | Warszawa |

## Literatura
- Na podstawie książki Miłość, pieniądze i śmierć: Pitaval rzeszowski Ryszarda Dzieszyńskiego.